# 枉死
枉死，或稱冤死、屈死。指不是老死或自然死亡，而是自殺、天災、戰亂、意外、遇害等，含冤而身亡的，稱為枉死。如《西遊記》：「那些人都是那六十四處煙塵，七十二處草寇，眾王子、眾頭目的鬼魂，儘是枉死的冤業，無收無管，不得超生，又無錢鈔盤纏，都是孤寒餓鬼。」《老殘遊記》：「我去是很可以去，只是與正事無濟，反叫站籠裡多添個屈死鬼。」
在中國民間信仰，因為善行而枉死（如為救人、殉教、殉職而死），會立刻升天或屍解成仙；因惡行而枉死（如搶劫而被官差就地正法），會立即打入十八地獄；因大冤而枉死（如被奸人害死），十殿閻君可能會判其轉世報仇，或者會授予命令（俗稱「黑令旗」），使其枉死之人的冤魂向仇家索命。
但如非此三者，枉死者的靈魂生活相當悲慘，一種是被當地的風水所困，困在枉死的地方，成為地縛靈，每天重複一次枉死的動作，可能需要替身代替自己，才能離去。另一種就是被黑白無常等鬼差勾至地府，集中至枉死城，直至陽壽盡了的那一日，才能出離枉死城，接受閻君的審判。
華人常常為發生意外而過世的人立廟，稱為陰廟，希望這些人枉死之後，得到香火供養而不擾亂人世。

## 参看
冤鬼